# Hernán Cristante
Rolando Hernán Cristante Mandarino (ur. 16 września 1969 w La Placie) – argentyński piłkarz grający podczas kariery na pozycji bramkarza. Trener piłkarski.

## Kariera klubowa
Hernán Cristante rozpoczął karierę w drugoligowej Gimnasii La Plata w 1989. W argentyńskiej ekstraklasie zadebiutował 24 lutego 1991 w zremisowanym 1-1 meczu z Ferro Carril Oeste. W sierpniu 1993 Cristante przeszedł do meksykańskiego Deportivo Toluca. W lidze meksykańskiej zadebiutował 9 lutego 1994 w wygranym 4-0 wyjazdowym meczu z Pueblą. W Meksyku występował przez sezon, jednak nie mogąc się przebić do podstawowego składu (tylko 4 mecze w sezonie 1993/94), zdecydował się na wypożyczenie do CA Platense. Na sezon 1995/96 powrócił do Toluki, jednak dwa kolejne sezony spędził w ojczyźnie, gdzie był wypożyczany do Newell’s Old Boys Rosario i Huracánu Buenos Aires.
W 1998 ponownie powrócił do Toluki i występował w niej przez kolejne 13 lat. W tym czasie pięciokrotnie zdobył mistrzostwo Meksyku: Verano 1999, Verano 2000, Apertura 2002, Apertura 2005 i Apertura 2008. W 2008 przez 772 minunty zachował czyste konto. 17 maja 2009 w zremisowanym 0-0 z Indios de Ciudad Juárez po raz ostatni wystąpił w lidze. Ogółem w lidze meksykańskiej Cristante rozegrał 355 meczów.
W 2011 mimo 42 lat zdecydował się na grę w drugoligowym Universidad de Guadalajara.
| Sezon     | Klub                        | Kraj      | Rozgrywki        | Mecze | Bramki |
| --------- | --------------------------- | --------- | ---------------- | ----- | ------ |
| 1990/91   | Gimnasia y Esgrima La Plata | Argentyna | Primera División | 5     | 0      |
| 1991/92   | Gimnasia y Esgrima La Plata | Argentyna | Primera División | 22    | 0      |
| 1992/93   | Gimnasia y Esgrima La Plata | Argentyna | Primera División | 28    | 0      |
| 1993/94   | Deportivo Toluca            | Meksyk    | Primera División | 4     | 0      |
| 1994/95   | CA Platense                 | Argentyna | Primera División | 34    | 0      |
| 1995/96   | Deportivo Toluca            | Meksyk    | Primera División | 26    | 0      |
| 1996/97   | Newell’s Old Boys Rosario   | Argentyna | Primera División | 17    | 0      |
| 1997/98   | CA Huracán                  | Argentyna | Primera División | 32    | 0      |
| 1998/99   | Deportivo Toluca            | Meksyk    | Primera División | 18    | 0      |
| 1999/2000 | Deportivo Toluca            | Meksyk    | Primera División | 27    | 0      |
| 2000/01   | Deportivo Toluca            | Meksyk    | Primera División | 33    | 0      |
| 2001/02   | Deportivo Toluca            | Meksyk    | Primera División | 28    | 0      |
| 2002/03   | Deportivo Toluca            | Meksyk    | Primera División | 29    | 0      |
| 2003/04   | Deportivo Toluca            | Meksyk    | Primera División | 36    | 0      |
| 2004/05   | Deportivo Toluca            | Meksyk    | Primera División | 30    | 0      |
| 2005/06   | Deportivo Toluca            | Meksyk    | Primera División | 21    | 0      |
| 2006/07   | Deportivo Toluca            | Meksyk    | Primera División | 21    | 0      |
| 2007/08   | Deportivo Toluca            | Meksyk    | Primera División | 34    | 0      |
| 2008/09   | Deportivo Toluca            | Meksyk    | Primera División | 34    | 0      |
| 2009/10   | Deportivo Toluca            | Meksyk    | Primera División | 6     | 0      |
| 2010/11   | Deportivo Toluca            | Meksyk    | Primera División | 0     | 0      |
| 2011/12   | Universidad de Guadalajara  | Meksyk    | Liga de Ascenso  | 27    | 0      |

## Kariera reprezentacyjna
W reprezentacji Argentyny Cristante zadebiutował 22 czerwca 1995 w wygranym 6-0 towarzyskim meczu ze Słowacją. W tym samym roku wystąpił w Copa América. Ostatni raz w reprezentacji Zapata wystąpił 8 listopada 1995 w przegranym 0-1 towarzyskim meczu z Brazylią. Ogółem w barwach albicelestes wystąpił w 6 meczach.
| Mecze i gole w reprezentacji | Mecze i gole w reprezentacji | Mecze i gole w reprezentacji | Mecze i gole w reprezentacji | Mecze i gole w reprezentacji | Mecze i gole w reprezentacji | Mecze i gole w reprezentacji |
| #                            | Data                         | Miasto                       | Przeciwnik                   | Gol                          | Wynik                        | Rozgrywki                    |
| ---------------------------- | ---------------------------- | ---------------------------- | ---------------------------- | ---------------------------- | ---------------------------- | ---------------------------- |
| 1.                           | 22.06.1995                   | Mendoza                      | Słowacja                     |                              | 6:0                          | towarzyski                   |
| 2.                           | 30.06.1995                   | Quilmes                      | Australia                    |                              | 2:0                          | towarzyski                   |
| 3.                           | 08.06.1995                   | Paysandú                     | Boliwia                      |                              | 2:1                          | Copa América                 |
| 4.                           | 11.06.1995                   | Paysandú                     | Chile                        |                              | 4:0                          | Copa América                 |
| 5.                           | 17.07.1995                   | Paysandú                     | Brazylia                     |                              | 2:2                          | Copa América                 |
| 6.                           | 08.11.1995                   | Buenos Aires                 | Brazylia                     |                              | 0:1                          | towarzyski                   |